# MAGICAL MYSTERY COVERS
『MAGICAL MYSTERY COVERS』（マジカル・ミステリー・カヴァーズ）は、2018年4月1日に発売されたTHE GOGGLESの2枚目のトリビュート・アルバム。

## 概要
日本のラトルズと呼ばれる、ビートルズのパロディ・バンド「THE GOGGLES（ザ・ゴーグルズ）」の楽曲を、メジャーなアーティストがカバーしたらどうなるかをコンセプトに制作されたトリビュート・アルバム。本バンドのトリビュート・アルバムは2014年の『NANAIROPLAN_yellow』以来4年ぶりとなる。
奥田民生、加藤ひさし（ザ・コレクターズ）、ホッピー神山とジャイケル・マクソンズ、永井真理子、GOING UNDER GROUND、ザ・ボヘミアンズ、伊藤銀次、1966カルテット、キノコホテル、百々和宏（MO'SOME TONEBENDER）、藤原さくらといった全11組の面々が参加している。

## 収録曲
1. I WANNA CALL YOUR NAME（抱きしめてみたい） (2:58) / 加藤ひさし&1966カルテット
1stアルバム『MAGICAL MYSTERY TUNES VOL.1』、2ndアルバム『MAGICAL MYSTERY TUNES VOL.2』収録曲。
2. TICKET TO TOKYO（成田の乗車券） (3:27) / 伊藤銀次
1stアルバム『MAGICAL MYSTERY TUNES VOL.1』収録曲。
3. TWITT AND CHATT（ツイットアンドチャット） (2:56) / 奥田民生
2ndアルバム『MAGICAL MYSTERY TUNES VOL.2』収録曲。
4. ALL I HAVE TO DO（本来ならDO） (2:41) / 藤原さくら
1stアルバム『MAGICAL MYSTERY TUNES VOL.1』収録曲。
藤原さくらは前作のトリビュート・アルバム『NANAIROPLAN_yellow』（廃盤）でも「BOY」で参加している[2]。
5. IF I FAIL（下位に落ちたら） (2:40) / ザ・ボヘミアンズ
2ndアルバム『MAGICAL MYSTERY TUNES VOL.2』収録曲。
6. HELL（減る） (2:30) / GOING UNDER GROUND
1stアルバム『MAGICAL MYSTERY TUNES VOL.1』収録曲。
ゴーグルズの原曲に自ら思いついたアイデアが新たに盛り込まれている[4]。
7. PLEASE FREEZE ME（プリーズ フリーズ ミー） 2:46) / ホッピー神山とジャイケル・マクソンズ
1stアルバム『MAGICAL MYSTERY TUNES VOL.1』収録曲。
「ジャイケル・マクソンズ」は湊雅史（ドラム）とAH（ボーカル）によるユニット。
8. BOY（ボーイ） (3:23) / 1966カルテット
2ndアルバム『MAGICAL MYSTERY TUNES VOL.2』収録曲。インストゥルメンタルでのカバー。
9. I FEEL WINE（アイフィールワイン） (7:39) / キノコホテル
2ndアルバム『MAGICAL MYSTERY TUNES VOL.2』収録曲。
10. ROLL OVER BAUMKUCHEN（バームクーヘンをお裾分け） (3:03) / 百々和宏（MO'SOME TONEBENDER）
2ndアルバム『MAGICAL MYSTERY TUNES VOL.2』収録曲。
11. HEY DROID（ヘイドロイド） (4:31) / 永井真理子
2ndアルバム『MAGICAL MYSTERY TUNES VOL.2』収録曲。